# Haukar Hafnarfjörður
Haukar Hafnarfjördur är en idrottsförening från Hafnarfjörður på Island. Föreningen bildades 1931 och tävlar bland annat i fotboll och i handboll. Handbollslaget kom på fjärdeplats i sin grupp i Champions League 2005/2006.
Fotbollssektionen spelar 2010 i Úrvalsdeild, Islands högsta division i fotboll.

## Kända spelare
- Logi Geirsson